# Sedum tosaense
Sedum tosaense är en fetbladsväxtart. Sedum tosaense ingår i Fetknoppssläktet som ingår i familjen fetbladsväxter.

## Underarter
Arten delas in i följande underarter:
- S. t. sinense
- S. t. tosaense